# Мирополье (Сумская область)
Миропо́лье (укр. Миропілля) — село в Миропольской сельской общине Сумского района Сумской области Украины.
Код КОАТУУ — 5922383301. Является административным центром Миропольской сельской общины, в которую, кроме того, входят ещё 10 сёл.

## География
Село Мирополье находится на левом берегу реки Псёл в месте впадения в неё реки Удава, выше по течению на расстоянии в 1 км расположено село Александрия, ниже по течению на расстоянии в 3,5 км расположено село Великая Рыбица, на противоположном берегу — село Запселье. Граница с Россией проходит примерно в 1-м км от села.

## История

Герб Мирополья (1787)

Мирополье было основано около 1650 года с разрешения царя Алексея Михайловича переселенцами, бежавшими от карательных акций Речи Посполитой. Это было одно из слободских казачьих поселений. Около 1650 заселено переселенцами с Подолии, частично выходцами из Мирополя — местечка на Волыни, которые и дали слободе такое же название.
Во второй половине XVII века Мирополье получило статус города. Город Мирополье был сотенным городом Сумского слободского полка.
В 1678 году город Мирополье состоял из городка, острога и посада, периметр городка составлял 215 саженей, а острога — 291 саженей. Вокруг Мирополья были большие леса и болота, в какой-то мере защищавшие город от нападений.
В 1708 году, при разделении Петром I Российского государства на губернии, город Мирополье был отнесён к Киевской губернии, а в 1719 — к Белгородской провинции Киевской губернии.
В 1727 году из Киевской губернии была выделена Белгородская губерния, город Мирополье остался в Белгородской провинции Белгородской губернии. Мирополье и Миропольский уезд по гражданским делам подчинялись Белгородской провинции (в городе была учреждена Воеводская канцелярия), но в военном отношении в Мирополье продолжало действовать сотенное правление, подчинённое Сумам.
В 1764 году согласно указу Екатерины II отдельная воеводская канцелярия в Мирополье упразднялась, в города Мирополье, Карпов и Суджу полагалась одна воеводская канцелярия.
В 1765 году из районов Слобожанщины была образована Слободско-Украинская губерния, но Мирополье было оставлено в составе Белгородской губернии. Тем не менее, сотенное правление сохранилось и в военном отношении Мирополье продолжало подчиняться Сумской провинции.
В 1779 году Белгородская губерния была упразднена, Мирополье было передано в состав Слободско-Украинской губернии, в 1780 году преобразованной в Харьковское наместничество.
В 1781 году, в числе прочих городов Харьковского наместничества, был учреждён герб города Мирополье: «В верхней части щита герб Харьковский. В нижней — часть засеянного житом поля и положенные крестообразно две масличные ветви в серебряном поле, означающие имя сего города».
В 1796 году, в результате губернской реформы Павла I была восстановлена Слободско-Украинская губерния, Миропольский уезд упразднён, а Мирополье вошло в состав Суджанского уезда Курской губернии как заштатный город.

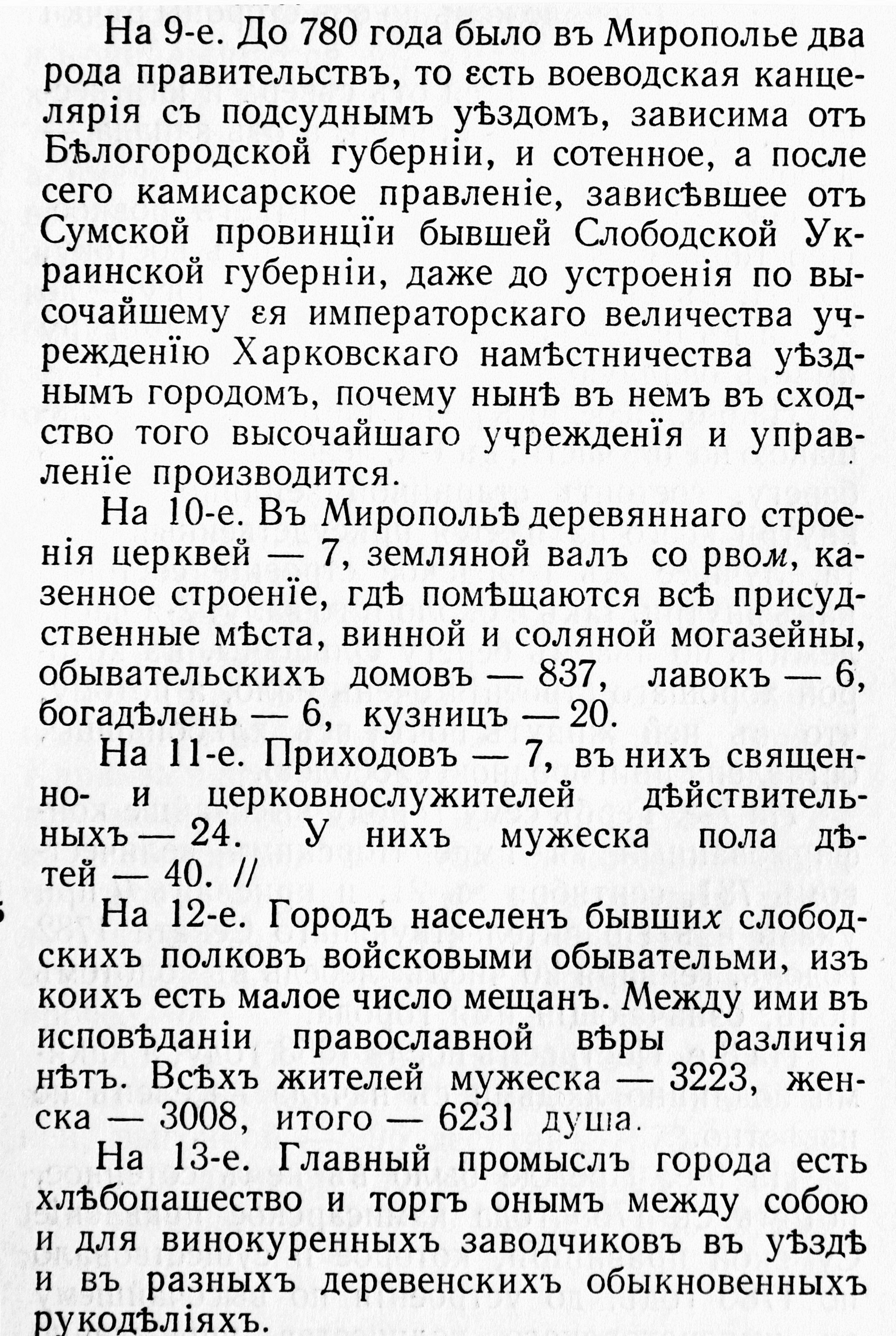
Управление города Мирополье. Описание Харьковского наместничества 1785 года
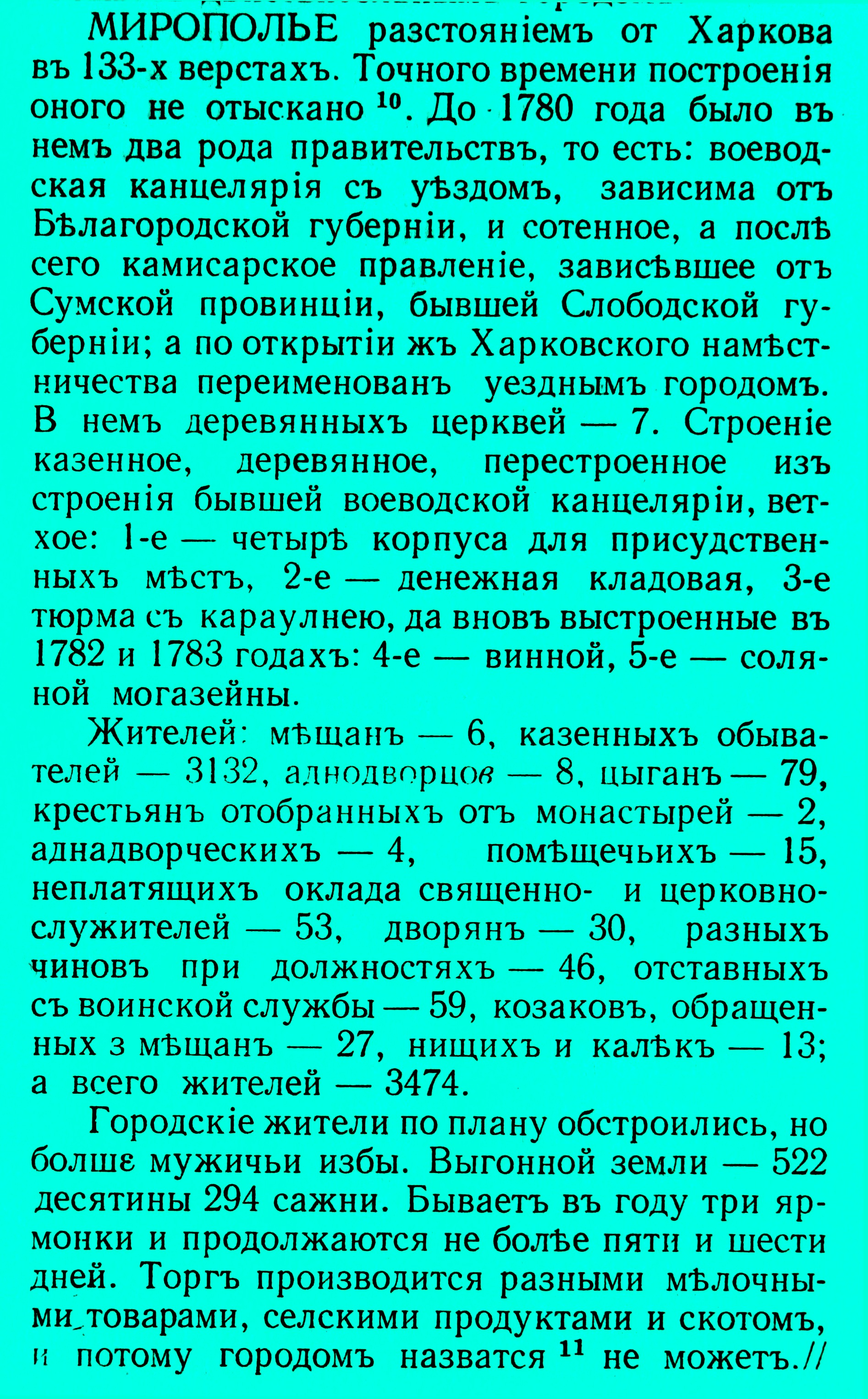
Мирополье. Описание городов Харьковского наместничества 1796 года

В 1860 году были разработаны новые гербы уездным городам Курской губернии, которые так и не были приняты официально. Город Мирополье был единственным заштатным городом, для которого был также разработан новый герб.
По данным переписи 1897 года в Мирополье жили 10 101 человек, из них 9 927 (98,28 %) указали украинский (в переписи — «малорусский») язык родным, русский («великорусский») — 170 (1,68 %), другие языки — 4 (0,04 %).
В начале XX века в Мирополье было 8 церквей, памятник Александру II в полный рост, волостное правление, богадельня, школы, лавки, 26 ветряных мельниц и 44 кузницы. Жители занимались преимущественно хлебопашеством, было развито сапожное ремесло — в городе действовали земские сапожные мастерские, открытые по инициативе председателя Суджанской земской управы князя Петра Дмитриевича Долгорукова. Главная улица города называлась — Курской.
Весной 1918 года Мирополье вошло в зону влияния Германской империи и Украинской державы. Осенью 1918 года в районе Мирополья дислоцировался 1-й Днепровский отряд РСФСР, который вёл партизанскую войну против германских и украинских войск в нейтральной зоне — 10-км полосе между Украинской державой и Советской Россией. К концу 1918 года полк вошёл в состав 1-й Украинской повстанческой дивизии, которая в декабре была переброшена на территорию Украины для участия в боевых действиях против войск гетмана Скоропадского, а затем — Директории УНР.
С июля по ноябрь 1919 года Суджанский уезд находился под контролем Вооружённых сил Юга России под командованием Деникина. Советская власть в Мирополье была окончательно установлена в конце ноября 1919 года.
По постановлению Президиума ВЦИК от 12 мая 1924 года Суджанский уезд был упразднён, Мирополье вошло в состав новообразованного Борисовского уезда (Грайворонского с 1925) Курской губернии.
16 октября 1925 года Креничанская волость Грайворонского уезда, в том числе город Мирополье, были переданы в состав УССР. С сентября 1927 года — центр Миропольского района в Сумском округе, с 27.02.1932 район — в Харьковской области, с 10.01.1939 — в Сумской области.
Во время Великой Отечественной войны местечко Мирополье было оккупировано немецко-фашистскими войсками. В конце февраля — начале марта 1943 года 232-я стрелковая дивизия вела тяжёлые бои за Мирополье, в результате которых было освобождено. После войны местечко Мирополье стало селом.

## Демография
По данным переписи населения 2001 года население села составляло 2 873 человека.
В 1788 году общее число жителей города составляло 6 233 человека (3225 мужчин и 3008 женщин).
С потерей Миропольем статуса уездного центра, население города стало сокращаться. В 1859 году в Мирополье проживало менее тысячи жителей, всего 961 человек (497 мужчин и 464 женщины)
Однако уже к концу XIX века население Мирополья значительно выросло. В 1897 году, по данным переписи населения Российской империи, в Мирополе проживало 10 101 человек (5085 мужчин и 5016 женщин). В городе было больше жителей, чем в уездном центре — Судже (7433 человека), Мирополье входило в число крупнейших городов Курской губернии.
Население по переписи 2001 года составляло 2 873 человека.
На 2025 год в связи с активизацией ВС РФ в Сумской области население Мирополья эвакуируют. На нынешний момент в селе остаётся не более 20 человек.

### Языковой состав
Родной язык населения по данным переписи 1897 года:
| Язык                       | Численность, чел. | Доля     |
| -------------------------- | ----------------- | -------- |
| Украинский («малорусский») | 9 927             | 98,28 %  |
| Русский («великорусский»)  | 170               | 1,68 %   |
| Другие языки               | 4                 | 0,04 %   |
| Итого                      | 10 101            | 100,00 % |

Родной язык населения по данным переписи 2001 года:
| Язык       | Численность, чел. | Доля     |
| ---------- | ----------------- | -------- |
| Украинский | 2 747             | 95,61 %  |
| Русский    | 117               | 4,06 %   |
| Другое     | 9                 | 0,33 %   |
| Итого      | 2 873             | 100,00 % |

## Экономика
- Молочно-товарные и птице-товарная фермы.
- «Дружба», агрофирма, ООО.
- «Лан», ООО, агрофирма.
- Кирпичный завод.

## Объекты социальной сферы
- Детский сад.
- Школа.
- Межшкольный УВК.

## Культура
С 1996 по 2014 год в июне проводился ежегодный крестный ход из Горнальского Свято-Николаевского Белогорского мужского монастыря Суджанского района Курской области в село Мирополье.
14 августа 2009 году в селе Мирополье прошла международная ярмарка в рамках функционирования еврорегиона «Ярославна».

## Люди, связанные с селом
- Шамрай, Агапий Филиппович (1896—1952) — доктор филологических наук, украинский и российский литературовед, историк литературы.

- Ковтун, Павел Максимович (1913, Мирополье — 1980) — участник Великой Отечественной войны, Герой Советского Союза
- Повх Иван Лукич (1909, Мирополье — 1997) — заслуженный деятель науки и техники Украины, доктор технических наук, член-корреспондент Академии наук УССР, профессор, создатель донецкой гидродинамической школы
- Михайличенко, Игнат Васильевич — писатель и политический деятель, член Центральной Рады
- Таран, Анатолий Васильевич (1940—1995) — украинский поэт, журналист.